# Розріз тернавської свити
Розріз тернавської свити ярузької серії — геологічна пам’ятка природи місцевого значення в Україні. Розташована на лівому березі річки Дністер, у яру за 0,8 км вище південно-західної околиці села Демшин, Кам'янець-Подільський район, Хмельницька область.  

## Загальний опис
Пам'ятка природи створена для збереження унікального стратиграфічного профілю силурійських осадових порід. Об’єкт має важливе значення для геологічних досліджень та наукових досліджень у галузі палеонтології, стратиграфії та історії розвитку земної кори.  
Загальна площа пам’ятки становить 4,7 га. Заповідана рішенням Хмельницького облвиконкому № 278 від 4 вересня 1982 року.  
Користувачем території є сільська рада села Калачківці Кам’янець-Подільського району.  

## Охоронний режим
Пам’ятка природи входить до складу природно-заповідного фонду України та охороняється як національне надбання.  
На території заборонена діяльність, що може завдати шкоди пам’ятці, зокрема:  
- будівництво та господарська діяльність, що змінює природний ландшафт;
- проведення геологорозвідувальних робіт та добування корисних копалин;
- порушення ґрунтового та рослинного покриву;
- засмічення території та інші дії, що можуть спричинити деградацію природного об'єкта[1].

## Галерея

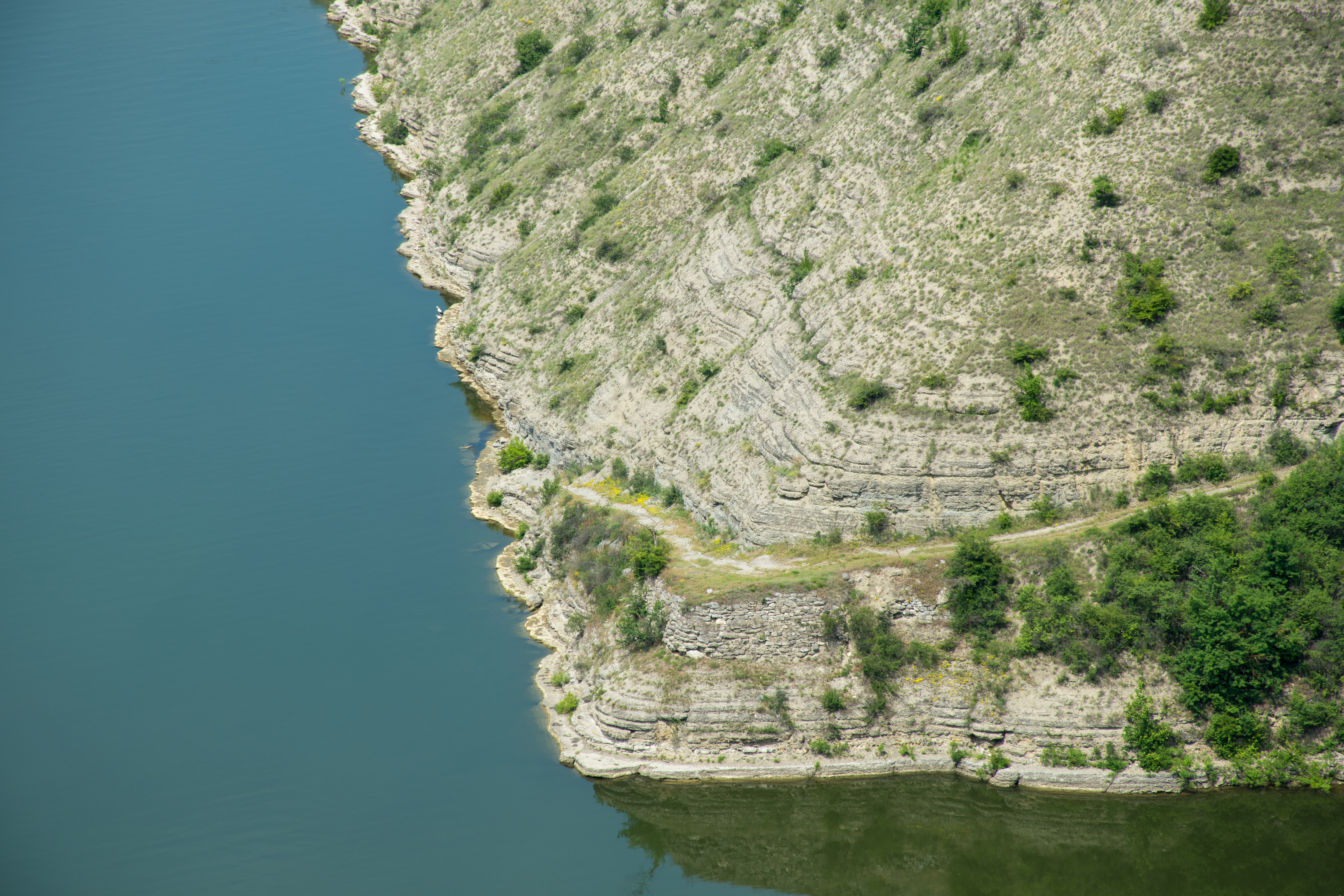
Розріз силурійських порід